# Draba howellii
Draba howellii är en korsblommig växtart som beskrevs av Sereno Watson. Draba howellii ingår i släktet drabor, och familjen korsblommiga växter. Inga underarter finns listade i Catalogue of Life.